# Mickaël Pagis
Mickaël Pagis (ur. 17 sierpnia 1973 w Angers), piłkarz francuski grający na pozycji napastnika.

## Życiorys
Pagis urodził się w Angers. Piłkarską rozpoczął jednak w klubie z miasta Laval o nazwie Stade Lavallois. W 1993 roku zadebiutował w jego barwach w Ligue 2, jednak w pierwszych dwóch sezonach był rezerwowym. Na sezon 1995/1996 wypożyczono go do grającego o klasę niżej, SO Châtellerault. W latach 1996–1998 zdobył dla Laval 9 bramek. W 1998 roku przeszedł do grającego w Championnat National, Gazélec Ajaccio, dla którego w sezonie 1998/1999 strzelił 17 goli. Podobną skutecznością wykazał się rok później w drugoligowym Nîmes Olympique, kiedy został królem strzelców ligi (16 goli). W Nîmes występował do końca 2000 roku.
Na początku 2001 roku Pagis przeszedł do FC Sochaux-Montbéliard i na koniec sezonu wywalczył z nim awans do Ligue 1. W ekstraklasie francuskiej zadebiutował 28 lipca w wygranym 1:0 wyjazdowym spotkaniu z AS Monaco. Natomiast pierwszego gola w Ligue 1 zdobył 4 sierpnia w wygranym 4:3 meczu ze Stade Rennais FC. W Sochaux Pagis występował w pierwszym składzie i stworzył atak z Tunezyjczykiem Francileudo dos Santosem. W sezonie 2991/2002 zdobył 6 goli, w 2002/2003 – 9, a w 2003/2004 – 3. W 2003 roku dotarł do finału Pucharu Ligi Francuskiej, a w 2004 roku zdobył ten puchar.
W lipcu 2004 roku Pagis przeszedł do RC Strasbourg. Zdobył 15 goli w lidze (swój najlepszy dorobek bramkowy w Ligue 1) i został wicekrólem strzelców, zdobywając o 5 goli mniej niż triumfator Alexander Frei z Rennes. W tym samym sezonie zdobył także swój drugi w karierze Puchar Ligi. Sezon 2005/2006 rozpoczął w barwach Strasbourga, ale w zimowym oknie transferowym za milion euro przeszedł do Olympique Marsylia. W ataku Olympique najczęściej występował w Senegalczykiem Mamadou Niangiem. W 2006 i 2007 roku dwukrotnie dochodził do finału Pucharu Francji, jednak Olympique przegrywała z Paris Saint-Germain i Sochaux.
Latem 2007 za 1,2 miliona euro Pagis przeszedł do Stade Rennais. Grał w nim przez 3 sezony i w 2010 roku zakończył karierę.
| Sezon   | Klub                   | Kraj    | Rozgrywki            | Mecze | Bramki |
| ------- | ---------------------- | ------- | -------------------- | ----- | ------ |
| 1993/94 | Stade Lavallois        | Francja | Ligue 2              | 11    | 0      |
| 1994/95 | Stade Lavallois        | Francja | Ligue 2              | 20    | 5      |
| 1995/96 | SO Châtellerault       | Francja | Championnat National | ?     | ?      |
| 1996/97 | Stade Lavallois        | Francja | Ligue 2              | 37    | 6      |
| 1997/98 | Stade Lavallois        | Francja | Ligue 2              | 28    | 3      |
| 1998/99 | Gazélec Ajaccio        | Francja | Championnat National | 33    | 17     |
| 1999/00 | Nîmes Olympique        | Francja | Ligue 2              | 30    | 16     |
| 2000/01 | Nîmes Olympique        | Francja | Ligue 2              | 22    | 7      |
| 2000/01 | FC Sochaux-Montbéliard | Francja | Ligue 2              | 12    | 3      |
| 2001/02 | FC Sochaux-Montbéliard | Francja | Ligue 1              | 30    | 6      |
| 2002/03 | FC Sochaux-Montbéliard | Francja | Ligue 1              | 34    | 9      |
| 2003/04 | FC Sochaux-Montbéliard | Francja | Ligue 1              | 25    | 3      |
| 2004/05 | RC Strasbourg          | Francja | Ligue 1              | 29    | 15     |
| 2005/06 | RC Strasbourg          | Francja | Ligue 1              | 16    | 4      |
| 2005/06 | Olympique Marsylia     | Francja | Ligue 1              | 13    | 6      |
| 2006/07 | Olympique Marsylia     | Francja | Ligue 1              | 34    | 8      |
| 2007/08 | Stade Rennais FC       | Francja | Ligue 1              | 31    | 12     |
| 2008/09 | Stade Rennais FC       | Francja | Ligue 1              | 29    | 6      |
| 2009/10 | Stade Rennais FC       | Francja | Ligue 1              | 3     | 0      |